# Gouvernement Honoré Mercier
Québec
Gouvernement Ross Gouvernement Boucher de Boucherville II
Le mandat du gouvernement Honoré Mercier s'étendit du 29 janvier 1887 au 21 décembre 1891. Honoré Mercier devint premier ministre du Québec à la suite des démissions successives des gouvernements de John Jones Ross et de Louis-Olivier Taillon.

## Caractéristiques
Honoré Mercier est sans conteste le premier premier ministre du Québec à avoir l'envergure d'un chef d'État. Son gouvernement met l'accent sur la défense de la nation canadienne-française, thème permettant l'alliance entre les libéraux et les conservateurs-nationaux. Il exige d'Ottawa le respect de l'autonomie provinciale et convoque à Québec la première conférence interprovinciale de l'histoire de la Confédération, proposant aux premiers ministres des autres provinces une alliance pour contrer l'ingérence fédérale dans leurs pouvoirs.
En économie, Mercier fait compléter la construction des chemins de fer dans les régions éloignées et donne un nouveau souffle à la colonisation dans les Laurentides et au Saguenay-Lac-Saint-Jean.
Mercier est également le premier premier ministre à engager une politique extérieure. Ses voyages en France, en Belgique et au Vatican visent à obtenir une certaine reconnaissance internationale.

## Chronologie
- 29 janvier 1887: assermentation du cabinet Mercier devant le lieutenant-gouverneur, Rodrigue Masson.
- 16 mars 1887: ouverture de la session, qui avait ajourné à la suite de la démission de Taillon. Le discours du Trône annonce une conférence interprovinciale dont le but est d'étudier des mesures visant à améliorer la situation des provinces vis—vis Ottawa dans la Confédération.
- 20 octobre 1887: première conférence interprovinciale à Québec. Macdonald refuse de s'y rendre. Les premiers ministres provinciaux y adoptent des résolutions réclamant plus d'autonomie des provinces. Ils demandent entre autres de nommer la moitié des sénateurs et indiquent les montants qu'ils aimeraient recevoir d'Ottawa.
- 15 mai 1888: début de la deuxième session de la Sixième Législature.
- 28 mai 1888: l'Assemblée législative adopte les résolutions de la conférence interprovinciale par 27 voix contre 18.
- 4 juin 1888: Mercier offre 400 000 $ d'indemnité aux Jésuites ainsi que la remise de leur ancien terrain de La Prairie. Le gouvernement britannique s'était emparé de leurs biens dans la colonie à la mort du dernier Jésuite au début du XIXe siècle. La communauté religieuse était revenue dans la colonie en 1842 et réclamait une indemnité ou la remise de leurs biens.
- 12 juillet 1888: Québec adopte l'Acte relatif au règlement de la question des biens des Jésuites. Mercier demande au pape de fixer le montant d'indemnité et lui promet de s'y conformer. Un mouvement de protestation anglophone se forme à travers le Canada, dénonçant la « mainmise » de Rome sur le Québec.
- Janvier 1889: des pétitions venant de toutes les régions du Canada arrivent à Ottawa pour demander au gouvernement fédéral de désavouer la loi sur les Jésuites.
- 27 mars 1889: une motion présentée à la Chambre des Communes demande le désaveu de la loi sur les Jésuites. Deux jours plus tard, elle est battue par 118 voix contre 13, Macdonald ayant déclaré la loi constitutionnelle.
- 24 juin 1889: Honoré Mercier prononce son plus célèbre discours à l'occasion de l'inauguration du monument Cartier-Brébeuf au lieu historique national Cartier-Brébeuf de Québec: « Cessons nos luttes fratricides et unissons-nous ! »
- 7 septembre 1889: au Manitoba, le français est aboli comme langue officielle de la province.
- 19 mars 1890: les écoles françaises et catholiques sont abolies au Manitoba.
- 9 mai 1890: Mercier déclenche des élections pour le 17 juin. Le thème principal de la campagne est l'autonomie provinciale.
- 17 juin 1890: élections: le Parti national-libéral de Mercier remporte 42 sièges et les conservateurs 27. Les 7 autres sièges sont répartis entre le Parti ouvrier et les 7 candidats indépendants.
- 4 novembre 1890: première session de la Septième Législature. On y annonce la fondation d'une école d'agriculture et l'octroi de nouvelles subventions pour la colonisation dans les Laurentides. On énonce également la construction d'un pont devant relier les deux rives du fleuve à Québec.
- Avril-juillet 1891: Mercier visite le Vatican, la France et la Belgique. Selon ses adversaires, son comportement ressemble plus à celui d'un chef d'État qu'à celui d'un premier ministre provincial.
- 18 août 1891: le comité sénatorial sur les chemins de fer rend public ce qui sera plus tard appelé le scandale de la Baie des Chaleurs. L'entrepreneur Charles Newhouse Armstrong, chargé de la construction du chemin de fer de la Baie des Chaleurs, a obtenu une subvention gouvernementale de 175 000 $ à laquelle il n'avait pas droit. Il l'a reçu du trésorier libéral, Ernest Pacaud, mais n'a gardé pour lui que 75 000 $. Il a versé les 100 000 $ restants à Pacaud qui s'en est servi pour payer les dettes de certains ministres et le voyage européen de Mercier.
- 6 octobre 1891: une commission royale d'enquête présidée par le juge Louis-Amable Jetté commence ses audiences.
- 16 décembre 1891: un rapport préliminaire incrimine Pacaud. Il n'est cependant pas prouvé que Mercier ait eu connaissance de sa transaction avec Armstrong. Malgré cette conclusion, le lieutenant-gouverneur Auguste-Réal Angers annonce qu'il lui retire sa confiance et fait appel à Charles-Eugène Boucher de Boucherville pour former le prochain gouvernement.

## Composition

### 1887
- Honoré Mercier : premier ministre, procureur général.
- Joseph Shehyn : trésorier provincial.
- Charles-Antoine-Ernest Gagnon : secrétaire provincial.
- Georges Duhamel : solliciteur général.
- James McShane : commissaire des Travaux publics.
- Pierre Garneau : commissaire des Terres de la Couronne.

### 1888 à 1890
- Honoré Mercier : premier ministre, ministre de la Colonisation.
- Joseph Shehyn : trésorier provincial.
- Charles-Antoine-Ernest Gagnon : secrétaire provincial.
- Arthur Turcotte : procureur général.
- Pierre Garneau : commissaire des Travaux publics.
- Georges Duhamel : commissaire des Terres de la Couronne.
- William Rhodes : ministre de l'Agriculture.

En mai 1890, Joseph-Émery Robidoux devient secrétaire provincial.

### 1890 à 1891
- Honoré Mercier : premier ministre, ministre de l'Agriculture, ministre de la Colonisation.
- Joseph Shehyn : trésorier provincial.
- Charles Langelier : secrétaire provincial.
- Joseph-Émery Robidoux : procureur général.
- Pierre Garneau : commissaire des Travaux publics.
- Georges Duhamel : commissaire des Terres de la Couronne.